# Sandro Rosati
Sandro Rosati (ur. 7 marca 1958 w Rzymie) – włoski judoka. Olimpijczyk z Los Angeles 1984, gdzie zajął piąte miejsce w wadze półlekkiej.
Zdobył brązowy medal mistrzostw świata w 1983; siódmy w 1985. Uczestnik zawodów w 1979, 1981 roku. Wicemistrz igrzysk śródziemnomorskich w 1983. Zdobył cztery medale na MŚ wojskowych, w tym złoty w 1984 roku.

## Letnie Igrzyska Olimpijskie 1984
| Konkurencja | Eliminacje                  | Eliminacje            | Eliminacje            | Finały                | Finały               | Klas. końcowa |
| Konkurencja | Przeciwnik I                | Przeciwnik II         | Przeciwnik III        | Półfinał              | o 3 miejsce          | Miejsce       |
| ----------- | --------------------------- | --------------------- | --------------------- | --------------------- | -------------------- | ------------- |
| 65 kg       | Francisco Rodríguez (ESP) Z | Alpaslan Ayan (TUR) Z | Lucas Chanson (SUI) Z | Hwang Jung-oh (KOR) P | Josef Reiter (AUT) p | 5.            |